# Eva Nansen
Eva Helene Nansen (nascuda a Sars; 17 desembre 1858 – 9 desembre 1907) era una coneguda cantant mezzo-soprano noruega. També va ser pionera en l'esquí femení.

## Vida personal
Nascuda a Christiania (ara Oslo), era filla de Michael Sars (1805–1869), sacerdot i professor de zoologia i la seva dona Maren Sars (1811–1898), i germana del biòleg Georg Ossian Sars i l'historiador Ernst Sars. Per part de mare, era neboda del poeta i crític Johan Sebastian Welhaven i l'escriptora Elisabeth Welhaven, i cosina primera de l'arquitecte Hjalmar Welhaven i cap de policia Kristian Welhaven.
El setembre de 1889 va casar-se amb Fridtjof Nansen, l'explorador polar i més tard guanyador del premi Nobel de la Pau per la seva tasca amb els refugiats. Van tenir diversos fills, incloent-hi Odd Nansen, un arquitecte notable. Va morir de pneumònia el 9 de desembre de 1907 a Lysaker.

## Carrera

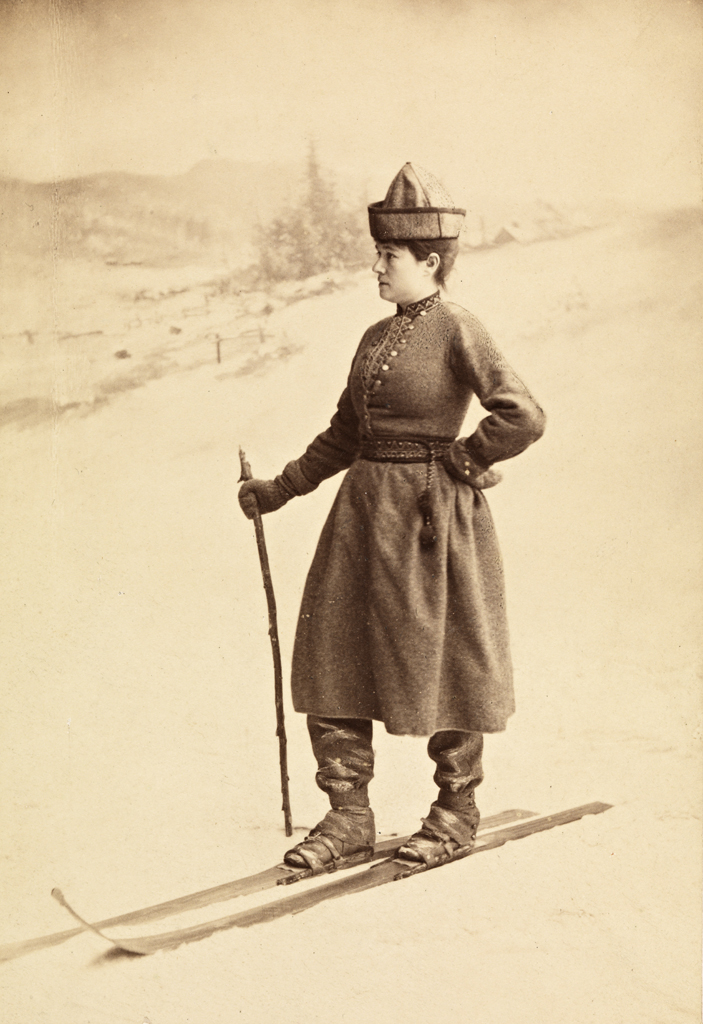
Eva Nansen, 1889

Eva Sars va estudiar cant durant cinc anys amb la seva germana Mally i el seu germanastre, cantant baríton i compositor Thorvald Lammers. El seu debut com a cantant d'opera va arribar el 1881, en el Musikforeningen, un precursor de la Filarmònica d'Oslo. Va estudiar amb Désirée Artôt a Berlina el 1886 i el 1887. Va especialitzar-se en la forma de cançó romàntica, i va fer el seu primer concert com a cantant mezzo-soprano romàntic el 1886. Va aparèixer a nombrosos concerts, tant a nivell nacional com internacional, entre 1880 i 1900. Inclòs en el seu repertori d'òpera trobem "Elsa's Dream" (El Somni d'Elsa) de Wagner Lohengrin i "Gretchen" en les Scenes from Goethe's Faust de Schumann. Les seves gires escandinaves juntament amb la pianista Erika Lie Nissen van ser rebudes amb un gran entusiasme. Va ser considerada una de les cantants noruegues de romanç més prominents. El seu últim concert públic va ser el desembre de 1899, quan va realitzar el recentment compost cicle de cançó Haugtussa, basat per Edvard Grieg en els poemes d'Arne Garborg.
També va contribuir musicalment a reunions a casa la seva mare, que, abans de 1898, era un punt trobada per a liberals i intel·lectuals; ha estat anomenat com el "Primer saló de la Christiania".

## Referències

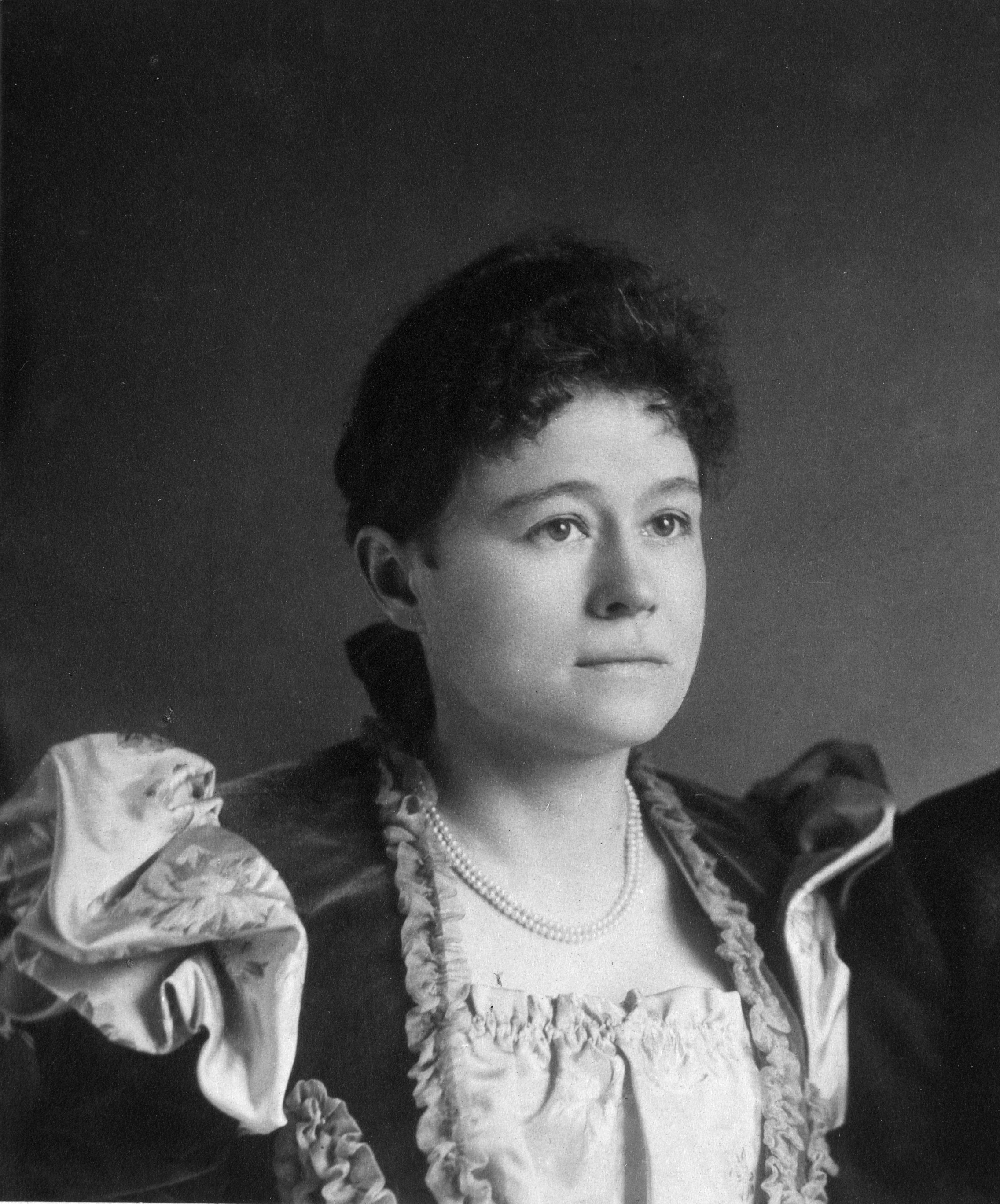
Eva Nansen el 1897

## Pionera de l'esquí
Eva Sars (Nansen) era una esquiadora competent. Ella i Cecilie Thoresen Krog van concentrar l'atenció com les úniques noies a l'esdeveniment de salts d'esquí Husebyrennet. Més tard va venir una gran influència a l'hora d'aconseguir drets per tal que les dones participessin en els esports d'hivern de manera igualitària als homes. Durant la Pasqua de 1892 probablement va esdevenir la primera dona a travessar el Hardangervidda amb esquís, cosa que va fer juntament amb el seu marit Fridtjof Nansen. En aquesta ocasió portava un vestit d'esquí una mica desafiant per l'època, dissenyat i fet per ella mateixa, que només arribava lleugerament per sota de l'alçada dels genolls. A l'article Skiløbningen, publicat en el diari Verdens Gang, el març de 1893, va argumentar contra aquells que moralitzaven en contra de l'esquí femení.